# Hister capsirensis
Hister capsirensis är en skalbaggsart som beskrevs av Auzat 1922. Hister capsirensis ingår i släktet Hister och familjen stumpbaggar. Inga underarter finns listade i Catalogue of Life.